# Gerash
Gerash (in persiano گراش‎, Gerāsh) è il capoluogo dello shahrestān di Gerash, circoscrizione Centrale, nella provincia di Fars, in Iran. Era in passato una circoscrizione dello shahrestān di Larestan. Aveva, nel 2006, una popolazione di 27.574 abitanti.